# This Is Cinerama
This is Cinerama es un documental estadounidense de 1952, la cual muestra cómo un director de cine podría hacer uso de la tecnología de Cinerama para hacer películas más "reales", a través de la ampliación de la relación de aspecto en la visión humana. Fue estrenada el 30 de septiembre de 1952 en el teatro New York Broadway en Nueva York, pasando a ser considerada como la película con mayor recaudación de 1952, sin tomar en cuenta el ajuste por inflación. 

## Argumento

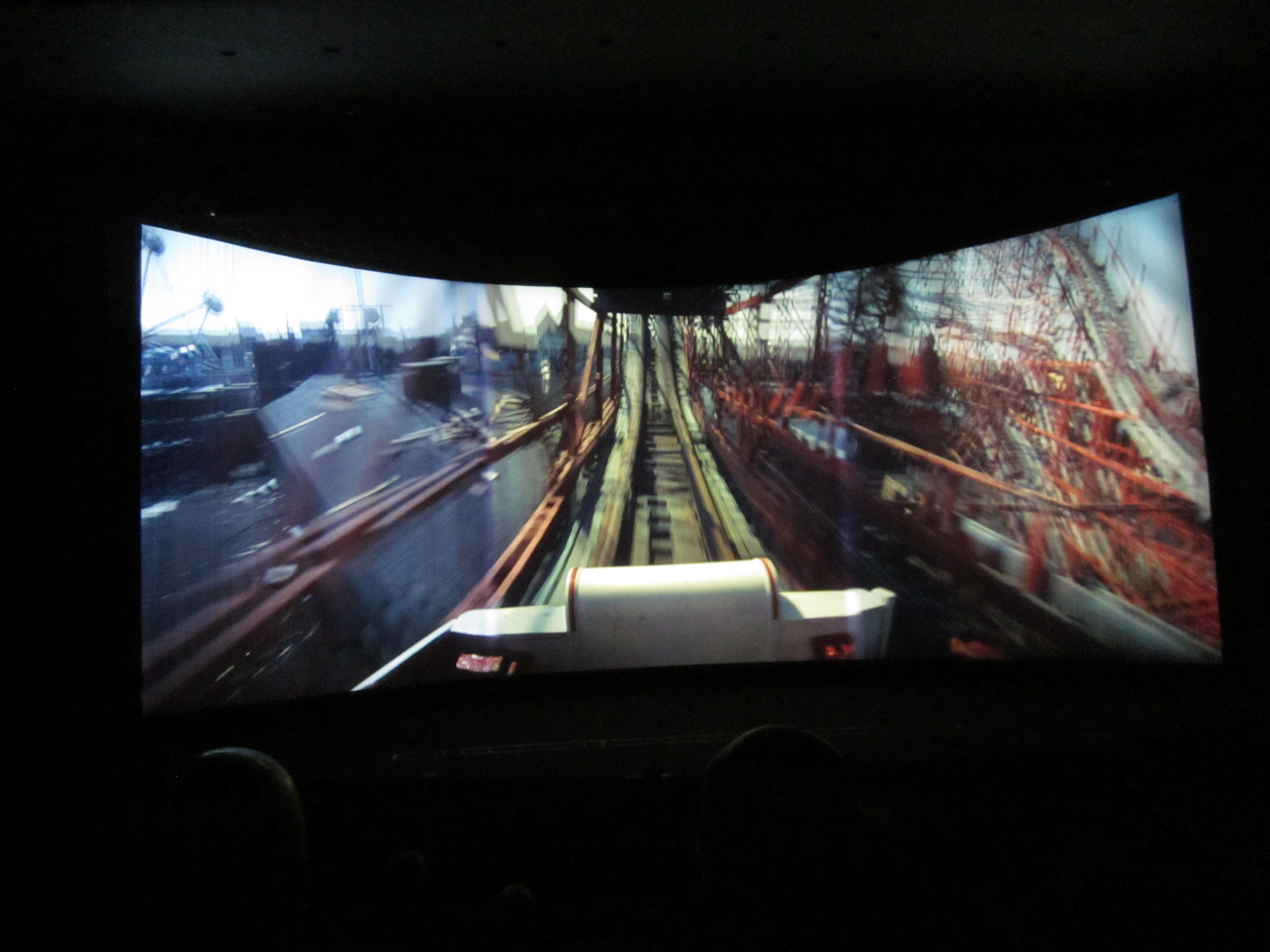
Escena de This Is Cinerama

La película comienza en blanco y negro y en el estándar de 4:3.
El viajero y presentador de noticias Lowell Thomas aparece en la pantalla para discutir la evolución del entretenimiento cinematográfico, desde las pinturas rupestres más antiguas diseñadas para sugerir el movimiento, hasta la introducción de color y sonido. 
Al término de la conferencia de 12 minutos, Thomas dice las palabras "Esto es Cinerama" y seguido eso, la pantalla se expande en relación de aspecto completo del Cinerama y aparece el color.
La película incluye escenas de una montaña rusa de un parque de diversiones de Nueva York, así como de una danza Aida, las cataratas del Niágara, un coro, los canales de Venecia, una presentación militar en Edimburgo, la práctica de la tauromaquia, una demostración de sonido, un parque de diversiones de Florida y la interpretación de una canción popular estadounidense, America the Beautiful, a través del ruido producido por un bombardero North American B-25 Mitchell.

## Premios y nominaciones
Narrada por Lowell Thomas, y producida por Robert L. Bendick, This is Cinerama consiguió una nominación al Premio Óscar por mejor canción original. Aunque la composición musical ha sido acreditada a Louis Forbes, director musical del documental, ésta fue compuesta por Paul Sawtell, Max Steiner y Roy Webb.
En 2002, la película fue considerada «cultural, histórica y estéticamente significativa» por la Biblioteca del Congreso de Estados Unidos y seleccionada para su preservación en el National Film Registry.

## Distribución
Debido a que la nueva tecnología requirió una adaptación específica en los proyectores y banda sonora, la distribución del documental fue también "revolucionaria". Fue proyectada en un solo cine en la mayor parte de las ciudades, con asientos reservados de por medio. El modelo de distribución, conocido como road show, fue utilizado por algunas películas de IMAX a finales de los años 1990.
No existen copias públicas disponibles de This Is Cinerama en formato alguno; la única manera de ver el documental completo es a partir de una proyección especial en uno de los 3 proyectores Cinerama que existen todavía.
Recientemente, con motivo del 60.º aniversario de su estreno, se ha producido un Blu-ray grabado con un sistema llamado SmileBox que simula en los hogares la proyección original en pantalla curvada de 146°.